# فرارویدادگی

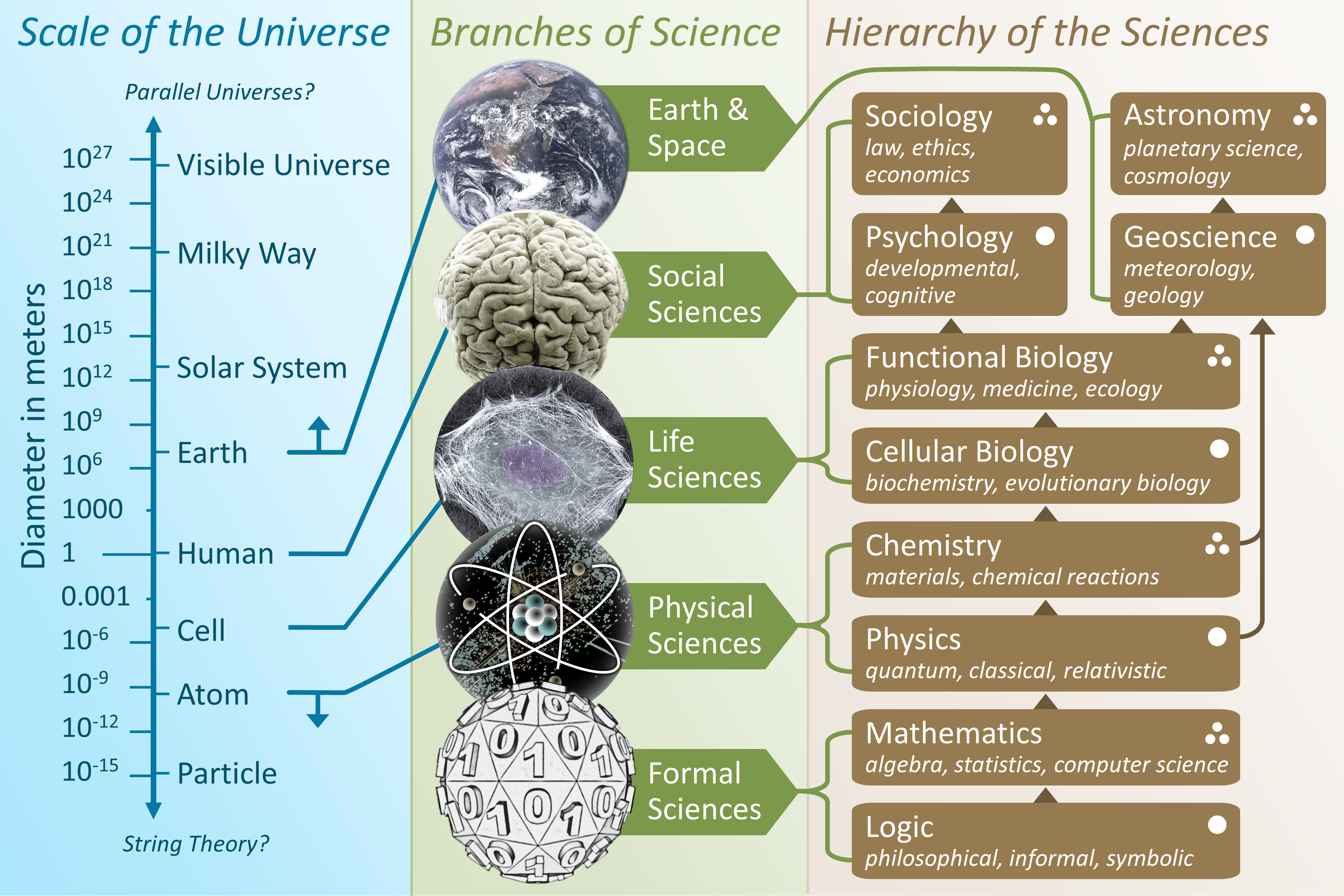
تصویر، بلوک سازنده اساسی برای شاخه علمی را نشان می‌دهند. ریاضی از منطق دودویی ساخته شده است، فیزیک بر اساس قوانین فیزیکی در مقیاس اتمی ساخته شده است، علوم زیستی توسط رفتار سلولی محاسبه شده از طریق انتخاب طبیعی ساخته شده است، علوم اجتماعی بر اساس مغز انسان ساخته شده است و علوم زمین و فضا با بدن سیاره‌ای خودمان آغاز می‌شود.

اصطلاح فرارویدادگی (به انگلیسی: Supervenience) از فلسفه اخلاق وارد فلسفه ذهن شد. ریشه اصلی این اصطلاح در فیزیک است. در اخلاق طبیعت‌گرایی اخلاقی به معنای حداقلی خود همان فرارویدادگی است بدین معنا که هرچند ویژگی‌های اخلاقی خود ویژگی‌های فیزیکی نیستند، بر ویژگیهای فیزیکی مترتب شده و به آنها وابسته اند؛ اگر دو شخص با ویژگیهای فیزیکی یکسان تصور شوند قطعاً ویژگیهای اخلاقی یکسانی خواهند داشت. دانلد دیویدسن و جیگون کیم این اصطلاح را وارد فلسفه ذهن کردند: ویژگیهای ذهنی هرچند خودشان فیزیکی نیستند، پایه‌های فیزیکی دارند و در صورتی که دو شخص با ویژگیهای فیزیکی یکسانی تصور شوند، باید ویژگیهای ذهنی یکسانی داشته باشند. جیگون کیم فرارویدادگی را فیزیکالیسم حداقلی می‌نامد.
تعریف ساده رابطه فرارویدادگی این است: رابطه وابستگی میان سطح بالاتر (برای مثال، ذهنی) و سطح پایین‌تر (برای مثال، فیزیکی)، یا به تعبیر جان سرل وابستگی سطح کلان به سطح خرد همانند وابستگی مایعیت آب (سطح کلان) به مولکولها و اتمهای آن (سطح خرد).

## فرارویدادگی و دوگانه‌انگاری ویژگی‌ها
طرفداران دوگانه‌انگاری ویژگی‌ها، برای پیوند و ایجاد رابطه میان ویژگی‌های ذهنی و فیزیکی، ویژگی‌های ذهنی را مبتنی و وابسته(Supervene) بر ویژگی‌های فیزیکی می‌دانند. این مطلب به این صورت ارائه شده‌است: ویژگی‌های ذهنی بر ویژگی‌های فیزیکی سوپِروِن هستند. مراد از سوپرون این است که پدیده تابع (ویژگی‌های ذهنی)، بر روی پدیده متبوع و پایه‌ای‌تری که پدیده اول ویژگی و وجودش را مدیون آن است (ویژگی‌های فیزیکی)، ظاهر می‌شود. دیویدسن وقوع تبعی یا فرارویدادگی ویژگی‌های ذهنی را این‌گونه بیان کرده‌است: صفات ذهنی به یک معنا وابسته به صفات فیزیکی یا تابع آنها هستند. چنین وقوع تبعی‌ای را می‌توان بدین معنا گرفت که امکان ندارد دو رویداد در همه جنبه‌های فیزیکیْ یکسان، اما در برخی جنبه‌های ذهنی متفاوت باشند یا یک چیز نمی‌تواند بدون تغییر در جنبه فیزیکی، در جنبه ذهنی تغییر کند. بنابراین وقوع تبعی یا فرارویدادگی دارای سه عنصر است: تحویل‌ناپذیری پدیده‌ّهای تابع (ویژگی‌های ذهنی) به پدیده‌ّهای متبوع (ویژگی‌های فیزیکی)، هم‌تغییری پدیده‌های تابع و پدیده‌ّهای متبوع و وابستگی پدیده‌های تابع به پدیده‌های متبوع و پایه در وجودشان؛ بنابراین براساس دوگانه‌انگاری ویژگی‌ها یا یگانه‌انگاری غیرتحویلی، ویژگی‌های ذهنی متمایز از ویژگی‌های فیزیکی و غیرقابل تحویل به آنها هستند؛ اما امور ذهنی به سبب و واسطه امور فیزیکی وجود دارند.